# جيمس تي. جونز
جيمس تي. جونز هو محامي وقاضي وسياسي أمريكي، ولد في 20 يوليو 1832 في ريتشموند في الولايات المتحدة، وتوفي في 15 فبراير 1895 في ديموبوليس في الولايات المتحدة. نشط حزبياً في الحزب الديمقراطي. وقد انتخب عضو مجلس النواب الأمريكي ‏.